# Палазник, Никита Андреевич
Никита Андреевич Палазник (род. 15 октября 1995) — российский спортсмен и военнослужащий, капитан, командир группы спецназа Росгвардии. Участник вторжения России на Украину. Герой Российской Федерации (2023).

## Биография
Никита Андреевич Палазник родился в многодетной семье Елены и Андрея Палазник в 1995 году. С 2009 года Никита был членом юношеской сборной области, а с 2011 года был кандидатом в сборную России. С 2012 года — кандидат в мастера спорта по академической гребле. В 2012 году Палазник в первенстве России по академической гребле среди юношей и девушек до 19 лет занял почётное третье место.
Окончил Саратовский военный институт войск национальной гвардии. Проходит службу в должности командира разведывательной группы 607-го центра специального назначения Северо-Кавказского округа Федеральной службы войск Росгвардии. Участвовал в российской военной операции в Сирии и российском вторжении на Украину. 
27 марта 2023 года медаль «Золотая Звезда» ему вручена директором Федеральной службы войск национальной гвардии Российской Федерации (Росгвардии) — главнокомандующим войсками национальной гвардии Российской Федерации Виктором Золотовым.

## Награды
- Герой Российской Федерации (2023).
- Орден Мужества — дважды.
- Медали, в том числе медаль Суворова[1].

## Семья
- Мать: Елена Геннадьевна Палазник[1]
- Отец: Андрей Николаевич Палазник[1]
- Братья:
  - Илья Андреевич Палазник (род. 8 января 2001[5]) — окончил Институт Прокуратуры СГЮА[1]
  - Арсений и Петр учатся в гимназии № 3, Серафим учится в школе Олимпийского резерва «Сокол»[1];
- Сестра: Елизавета Андреевна Палазник — студентка Первого Московского государственного медицинского университета имени И. М. Сеченова, чемпионка Саратовской области по академической гребле, а также серебряный призёр Российского чемпионата по академической гребле[1].